# Operació Cobra
L'Operació Cobra va ser el nom en clau d'una ofensiva llançada pel Primer Exèrcit dels Estats Units sota el comandament del tinent general Omar Bradley set setmanes després dels aterratges del dia D, durant la campanya de Normandia de la Segona Guerra Mundial. La intenció era aprofitar la distracció dels alemanys pels atacs britànics i canadencs al voltant de Caen a l'Operació Goodwood, i, per tant, obrir les defenses alemanyes que penjaven de les seves forces mentre els alemanys estaven desequilibrats. Un cop creat un passadís, el primer exèrcit podria avançar cap a Bretanya, enrotllant els flancs alemanys una vegada lliure de les limitacions del país del bocage. Després d'un començament lent, l'ofensiva va agafar impuls i la resistència alemanya es va esfondrar mentre restes disperses d'unitats trencades van lluitar per escapar al Sena. Mancats els recursos per fer front a la situació, la resposta alemanya va ser ineficaç i tot el front de Normandia es va esfondrar aviat. L'Operació Cobra, juntament amb les ofensives concurrents del Segon Exèrcit britànic i del Primer Exèrcit canadenc, va ser decisiva per aconseguir una victòria aliada a la campanya de Normandia.
Després d'haver estat retardada diverses vegades pel mal temps, l'Operació Cobra va començar el 25 de juliol de 1944, amb un bombardeig aeri concentrat de milers d'avions aliats. Les ofensives de suport havien atret la major part de les reserves blindades alemanyes cap al sector britànic i canadenc i, juntament amb la manca general d’homes i material a disposició dels alemanys, els era impossible formar successives línies de defensa. Unitats del VII Cos estatunidenc van liderar l'assalt inicial de dues divisions, mentre que altres primers cossos del primer exèrcit nord-americà van llançar atacs de suport dissenyats per fixar unitats alemanyes al seu lloc. El progrés va ser lent el primer dia, però l'oposició va començar a esmicolar-se un cop es va trencar l'escorça defensiva. El 27 de juliol, la resistència més organitzada havia estat superada i el VII i el VIII Cos avançà ràpidament, aïllant la península de Cotentin.
El 31 de juliol, el  XIX Cos havia destruït les darreres forces que s'oposaven al Primer Exèrcit, que va sortir del bocage. Els reforços van ser traslladats a l'oest pel mariscal de camp Günther von Kluge i emprats en diversos contraatacs, el més gran dels quals, l'Unternehmen Lüttich (Operació Lieja), va ser llançat el 7 d'agost entre Mortain i Avranches. Tot i que això va conduir a la fase més cruenta de la batalla, va ser muntada per unitats ja esgotades i de poca força i va suposar un costós fracàs. El 8 d' agost, les tropes del recentment activat Tercer Exèrcit dels Estats Units van capturar la ciutat de Le Mans, anteriorment la seu del quarter general del 7. Armee alemanys. L'Operació Cobra va transformar el combat d'infanteria d'alta intensitat de Normandia en una ràpida guerra de maniobres i va provocar la creació de la bossa de Falaise i la pèrdua de la posició estratègica alemanya al nord-oest de França.

## Rerefons
Després de la reeixida invasió aliada de Normandia el 6 de juny de 1944, els progressos cap a l'interior van ser lents. Per facilitar l'acumulació dels aliats a França i aconseguir espai per a una nova expansió, el port d'aigües profundes de Cherbourg, al flanc occidental del sector nord-americà, i la històrica ciutat de Caen, al sector britànic i canadenc, a l'est, van ser els primers objectius. El pla original per a la campanya de Normandia preveia forts esforços ofensius en ambdós sectors, en què el Segon Exèrcit (tinent general Sir Miles Dempsey) asseguraria Caen i la zona al sud d'aquest i el Primer Exèrcit dels Estats Units (tinent general Omar Bradley) giraria cap a la vall del Loira.
El general Sir Bernard Montgomery —comandant de totes les forces terrestres aliades de Normandia— pretenia prendre Caen el dia D, mentre que s'esperava que Cherbourg caigués 15 dies després. El Segon Exèrcit havia d'apoderar-se de Caen i després formar un front al sud-est, que s'estenia fins a Caumont-l'Éventé, per adquirir camps d'aviació i protegir el flanc esquerre del Primer Exèrcit dels Estats Units quan es movia cap a Cherbourg. La possessió de Caen i els seus voltants (desitjable per a terrenys oberts que permetessin la guerra de maniobres) també donaria al Segon Exèrcit una zona de posada en escena adequada per empènyer cap al sud per capturar Falaise, que es podria utilitzar com a pivot per a un gir a l'est cap a avançar per Argentan i després el riu Touques. La captura de Caen ha estat descrita per l'historiador oficial britànic Lionel Ellis com l'objectiu més important del dia D assignat al I Cos britànic (tinent general John Crocker). Ellis i Chester Wilmot van qualificar el pla aliat de "ambiciós" ja que el sector de Caen contenia les defenses més fortes de Normandia.

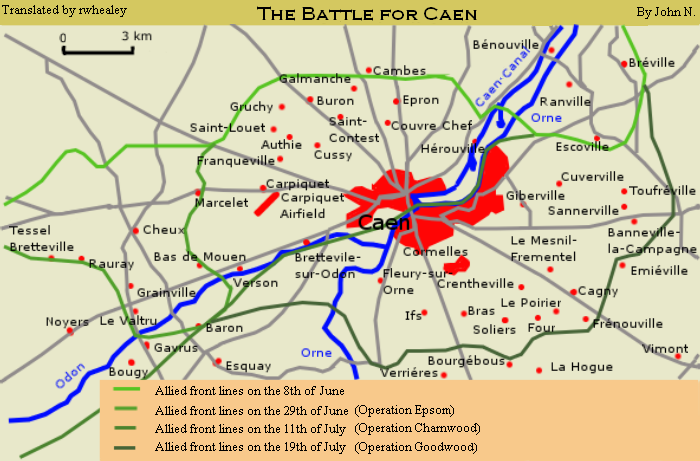
Ofensives anglo-canadenques a la zona de Caen després del dia D.

L'intent inicial del I Cos d'arribar a la ciutat el dia D va ser bloquejat per elements de la 21a Divisió Panzer i els alemanys van comprometre la majoria dels reforços enviats per fer front a la invasió a la defensa de Caen, el front anglo-canadenc es va congelar ràpidament menys dels objectius del Segon Exèrcit. L'operació Perch la setmana següent al dia D i l'operació Epsom (26-30 de juny) va aportar alguns guanys territorials i va esgotar els seus defensors, però Caen va romandre en mans alemanyes fins a l'operació Charnwood (7-9 de juliol), quan el Segon Exèrcit va aconseguir conquerir la part nord de la ciutat fins al riu Orne en un assalt frontal.

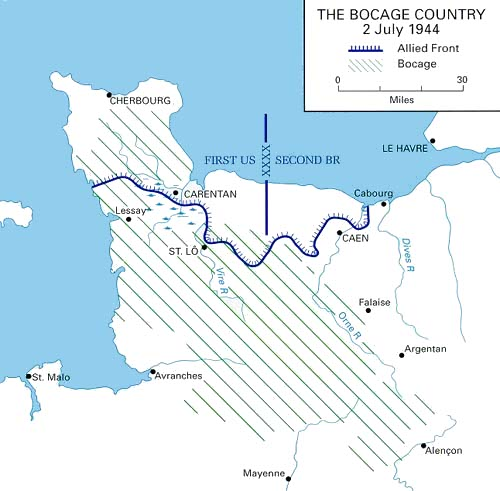
Visió general de les ubicacions relatives de les properes operacions anglo-canadenques Goodwood i Atlantic a Caen, dibuixant tropes alemanyes i artilleria, i l'àrea de la propera operació Cobra a St-Lo

Les successives ofensives anglo-canadenques al voltant de Caen van mantenir el millor de les forces alemanyes a Normandia, inclosa la major part de les cuirassades, fins a l'extrem oriental de l'allotjament aliat, però tot i així el Primer Exèrcit dels Estats Units va fer progressos lents contra la resistent resistència alemanya. En part, les operacions van ser lentes a causa de les limitacions del paisatge de bocage de bardisses densament poblades, carrils enfonsats i boscos petits, per als quals les unitats nord-americanes no s'havien entrenat. Sense ports en mans dels aliats, tot el reforç i el subministrament havien de tenir lloc sobre les platges a través dels dos ports Mulberry i estaven a mercè del clima. El 19 de juny, una forta tempesta va descendir al canal de la Mànega, amb una durada de tres dies i provocant importants retards en l'acumulació dels aliats i la cancel·lació d'algunes operacions. El primer avanç de l'exèrcit nord-americà al sector occidental va ser finalment detingut per Bradley abans de la ciutat de Saint-Lô, per concentrar-se en la presa de Cherbourg. La defensa de Cherbourg consistia en gran part en quatre grups de batalla alemanys formats a partir de restes d'unitats que havien retirat la península de Cotentin, però les defenses portuàries havien estat dissenyades principalment per fer front a un atac des del mar. La resistència organitzada alemanya va acabar finalment el 27 de juny, quan la 9a divisió d'infanteria dels Estats Units va aconseguir reduir les defenses de Cap de la Hague, al nord-oest del port. Al cap de quatre dies, el VII Cos (major general J. Lawton Collins) va reprendre l'ofensiva cap a Saint-Lô, al costat del XIX Cos i el VIII Cos, fent que els alemanys traslladessin més blindats al sector nord-americà.

## Planificació
Es discuteix el creador de la idea de l'Operació Cobra. Segons el biògraf oficial de Montgomery, el 13 de juny es van establir les bases de l'Operació Cobra. La planificació va ser immensament ajudada per la intel·ligència Ultra detallada que proporcionava descodificacions actualitzades de comunicacions entre l'Oberkommando der Wehrmacht (OKW, alt comandament de les forces armades alemanyes) i els generals de Hitler. El pla de Montgomery en aquell moment demanava que el Primer exèrcit dels EUA prengués Saint-Lô i Coutances i fes dos empentes cap al sud; un des de Caumont cap a Vire i Mortain i l'altre des de Saint-Lô cap a Villedieu i Avranches. Tot i que calia mantenir la pressió al llarg de la península de Cotentin cap a La Haye-du-Puits i Valognes, la presa de Cherbourg no era la prioritat. Amb la captura de Cherbourg pel VII Cos el 27 de juny, el calendari inicial de Montgomery va ser superat pels esdeveniments i l'empenta de Caumont mai va ser adoptada.
Després de la conclusió de l'operació Charnwood i la cancel·lació de l'ofensiva del primer exèrcit cap a Saint-Lô, Montgomery es va reunir amb Bradley i Dempsey el 10 de juliol per discutir els plans del 21è Grup d'Exèrcits. Bradley va dir que el progrés al flanc occidental era molt lent, però que s'havien establert els plans per a un altre intent de trencament, amb el nom en clau Operació Cobra, que el Primer Exèrcit llançaria el 18 de juliol. Montgomery va aprovar el pla i que l'estratègia seguiria sent la desviació de l'atenció alemanya del primer exèrcit al sector britànic i canadenc. A Dempsey se li va ordenar que "continués colpejant, dibuixant sobre si mateix la força alemanya, especialment l'armadura, per facilitar el camí a Brad" Per aconseguir-ho, es va planejar l'Operació Goodwood i Eisenhower es va assegurar que ambdues operacions comptaran amb el suport dels bombarders estratègics aliats.

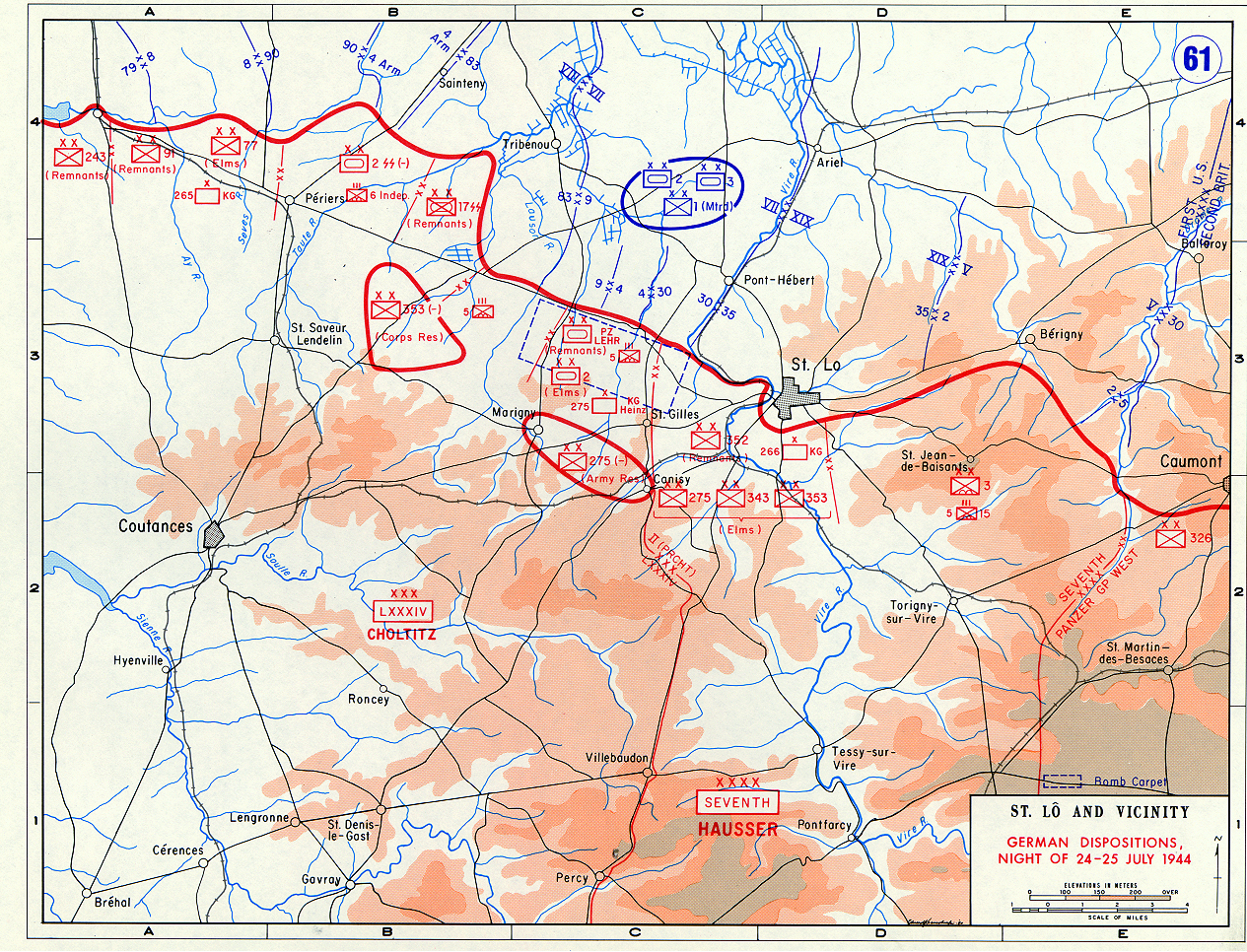
Disposicions alemanyes, nit del 24 al 25 de juliol de 1944

El 12 de juliol Bradley va informar als seus comandants sobre el pla Cobra, que constava de tres fases. L'esforç principal estaria sota el control del VII Cos. A la primera fase, l'atac avançador seria realitzat per la 9a Divisió d'Infanteria (Major General Manton S. Eddy) i la  30a Divisió d'Infanteria (major general Leland Hobbs), que irromprien a la zona defensiva alemanya i després mantindrien els flancs de la penetració mentre la 1a Divisió d'Infanteria (major general Clarence Huebner) i la 2a Divisió Blindada (Major General Edward H. Brooks) empenyessin a la profunditat de la posició fins que la resistència s'esfondres. La 1a divisió d'infanteria "havia de prendre Marigny, amb aquest objectiu explotat per un corrent cuirassat de la 3a Divisió Blindada del general Watson que es desplaçaria cap al sud cap a Coutances ". La 2a Divisió Blindada: part de la "força d'explotació de Collins" de la 2a Divisió Blindada a l'est del sector del VII Cos i la "1a Divisió d'Infanteria reforçada pel Comandament de Combat B (CCB) de la 3a divisió Blindada a l'oest"—passaria pel sector de la 30a Divisió d'Infanteria ... i vetllaria pel flanc esquerre americà general." Si el VII Cos triomfés, la posició alemanya occidental esdevindria insostenible a la península de Bretanya. La intel·ligència del primer exèrcit va estimar que no es produiria cap contraatac alemany els primers dies després del llançament de Cobra i que, si ho feien més tard, no serien més que operacions de mida de batalló.
Cobra havia de ser un atac concentrat contra un front de 6.400 m, a diferència de les anteriors ofensives del front ampli dels EUA i que tindria una massa de suport aeri. Els caces-bombers es concentrarien en atacar les defenses alemanyes en un cinturó de 230 m immediatament al sud de la carretera de Saint-Lô-Periers, mentre que els bombarders pesants del general Spaatz bombardejarien fins a una profunditat de 2.300 m darrere de la principal línia de resistència alemanya. Es preveia que la destrucció física i el valor de xoc d'un breu i intens bombardeig preliminar afeblirien molt la defensa alemanya de manera que, a més de l'artilleria divisional, les unitats a nivell de l'exèrcit i el cos proporcionarien suport, incloses nou pesades, cinc batallons d'artilleria mitjana i set lleugeres. Més de mil peces d'artilleria divisional i de cos van ser compromeses amb l'ofensiva] i es van assignar aproximadament 140.000 rondes d'artilleria a l'operació en el VII Cos, amb altres 27.000 per al VIII Cos.
Per superar les restriccions del bocage que havia fet que els atacs fossin tan difícils i costosos per ambdues parts, es van fer modificacions del Rhino a alguns M4 Sherman, M5A1 Stuart i destructors de tancs M10, dotant -los de "ullals" que trencaven les bardisses que podrien forçar un camí a través de bardisses Els tancs alemanys restaven restringits a les carreteres, però els vehicles blindats nord-americans podien maniobrar amb més llibertat, tot i que l'eficàcia dels dispositius era exagerada. A la vigília de Cobra, el 60 per cent dels tancs del Primer Exèrcit tenia la modificació del rinoceront. Per preservar la seguretat operativa, Bradley va prohibir-ne l'ús fins que es va llançar Cobra. En total, hi havia disponibles 1.269 tancs mitjans M4, 694 tancs lleugers M5A1 i 288 destructors de tancs M10.

### Operacions de suport

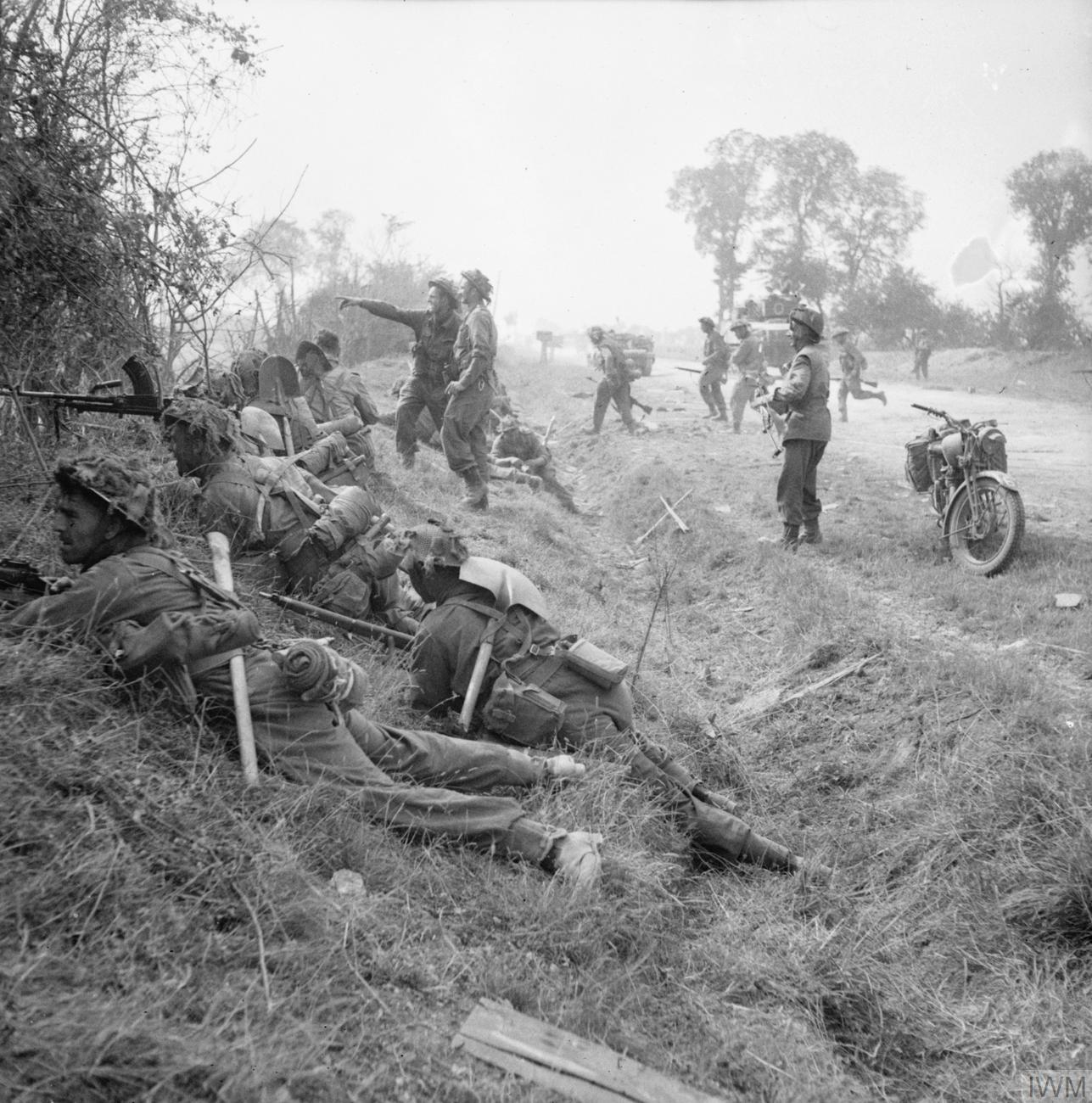
Homes del 1er batalló, Guàrdies gal·lesos, part de la 32a brigada de guàrdies de la divisió blindada de guàrdies, en acció a prop de Cagny, el 19 de juliol de 1944

El 18 de juliol, el VIII i el I Cos britànic —a l'est de Caen— van llançar l'Operació Goodwood. L'ofensiva va començar amb el major bombardeig aeri en suport de les forces terrestres fins ara, amb més de 1.000 avions que van llançar 6.000 tones curtes (5.400t) de bombes explosives i de fragmentació a baixa altitud Les posicions alemanyes a l'est de Caen van ser bombardejades per 400 peces d'artilleria i molts pobles van quedar reduïts a runes però l'artilleria alemanya més al sud, a la cresta de Bourguébus, estava fora del rang de l'artilleria britànica i els defensors de Cagny i Émiévillevan resultar indemnes en gran manera del bombardeig. Això va contribuir a les pèrdues sofertes pel Segon Exèrcit, que va patir més de 4.800 baixes.. Principalment una ofensiva blindada, entre 250 i 400 tancs britànics van quedar fora de combat, encara que un examen recent suggereix que només 140 van ser completament destruïts i 174 danyat. L'operació segueix sent la batalla de tancs més gran que ha tingut mai l'exèrcit britànic i va resultar en l'expansió del cap de pont d'Orne i la captura de Caen a la riba sud de l'Orne.
Simultàniament, el II Cos canadenc al flanc occidental de Goodwood va iniciar l'Operació Atlantic per enfortir la posició aliada a la vora del riu Orne i prendre la cresta de Verrières al sud de Caen. Atlantic made inicialment va fer progressos, però es va quedar sense esma quan les baixes van augmentar. Havent costat als canadencs 1.349 homes i amb la cresta fortament defensada en mans alemanyes, Atlantic va ser cancel·lada el 20 de juliol. A instàncies de Montgomery, "fortament subratllat a les comunicacions del comandant suprem a Montgomery", el comandant del II cos canadenc, el tinent general Guy Simonds, va començar una segona ofensiva uns dies després, amb el nom en clau d'Operació Spring Aquesta tenia l'objectiu limitat, però important, de lligar unitats alemanyes per evitar que fossin transferides al sector nord-americà, tot i que Simonds va aprofitar per fer una altra ofensiva a la cresta de Verrières. Un cop més la lluita per Verrières demostrà ser extremadament sagnant per als canadencs, amb el 25 de juliol convertint-se en el dia més costós per a un batalló canadenc —The Black Watch (Royal Highland Regiment) of Canada— des de la incursió de Dieppe de 1942. Un contraatac de dues divisions alemanyes va fer recular els canadencs fins a les seves línies de sortida i Simonds va haver d'emprar reforços per estabilitzar el front. Amb Goodwood, les operacions canadenques van provocar que els alemanys enviessin la major part dels seus blindats i reforços al sector oriental. L'operació Spring —malgrat el seu cost— havia allunyat la 9a Divisió Panzer SS del sector nord-americà la vigília de l'Operació Cobra. Només dues divisions Panzer, amb només 190 tancs, s'enfrontaven ara al Primer Exèrcit. Set divisions Panzer amb 750 tancs es trobaven al voltant de Caen, molt lluny de l'Operació Cobra, igual que tots els batallons pesats de tancs Tigre i les tres brigades Nebelwerfer a Normandia.

### Logística
Cada divisió consumia diàriament 750 tones curtes (680 t) de subministraments.

## Ofensiva aliada

### Atacs preliminars

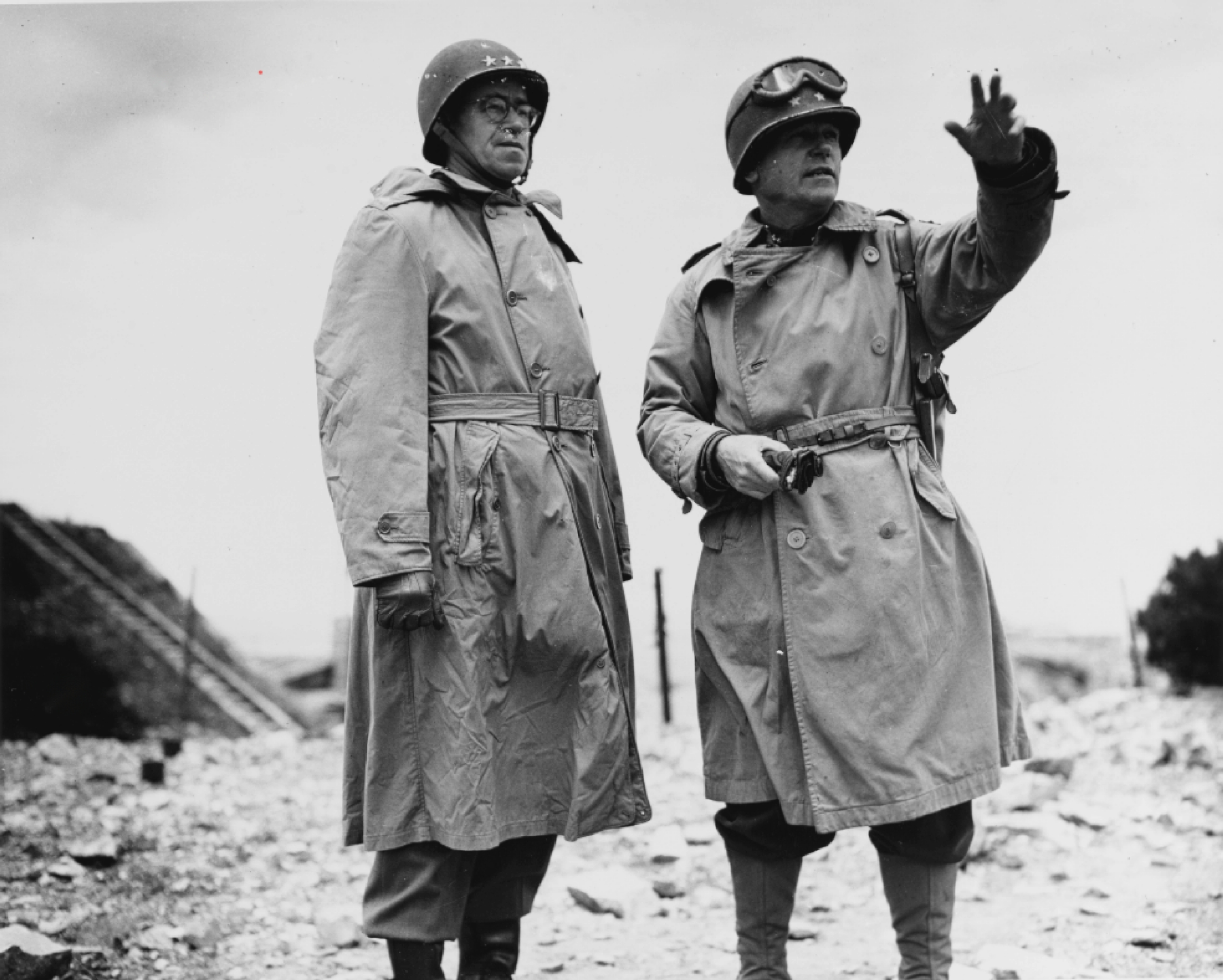
Bradley i Collins a prop de Cherbourg

Per guanyar un bon terreny per a l'operació Cobra, Bradley i Collins van concebre un pla per avançar cap a la carretera Saint-Lô–Periers, al llarg de la qual el VII i el VIII Cossos asseguraven posicions de sortida. El 18 de juliol, amb un cost de 5.000 baixes, les divisions d'infanteria 29a i 35a dels Estats Units van aconseguir guanyar les altures vitals de Saint-Lô, fent retrocedir el II Cos Paracaigudista del general der Fallschirmtruppen Eugen Meindl. Els paracaigudistes de Meindl, juntament amb la 352a Divisió d'Infanteria (que havia estat en acció des de la defensa del dia D de la platja Omaha) es trobaven ara desfetes, i es va preparar l'escenari per a l'ofensiva principal. causa de les males condicions meteorològiques que també havien estat obstaculitzant Goodwood i Atlantic, Bradley va decidir ajornar Cobra per uns dies, una decisió que va preocupar Montgomery, ja que les operacions britànica i canadenca havien estat posades en marxa per donar suport a un intent de trencament que no es va materialitzar. El 24 de juliol, el cel s'havia netejat prou perquè es donés l'ordre de sortida, i 1.600 avions aliats van sortir cap a Normandia. No obstant això, el temps es va tornar a tancar sobre el camp de batalla. En condicions de visibilitat deficient, més de 25 nord-americans van morir i 130 van resultar ferits en el bombardeig abans que l'operació de suport aeri es posposés l'endemà. Alguns soldats enfurismats van obrir foc contra els seus propis avions, una pràctica poc habitual a Normandia quan patien foc amistós.

### Atac principal i avenç del 25 al 27 de juliol

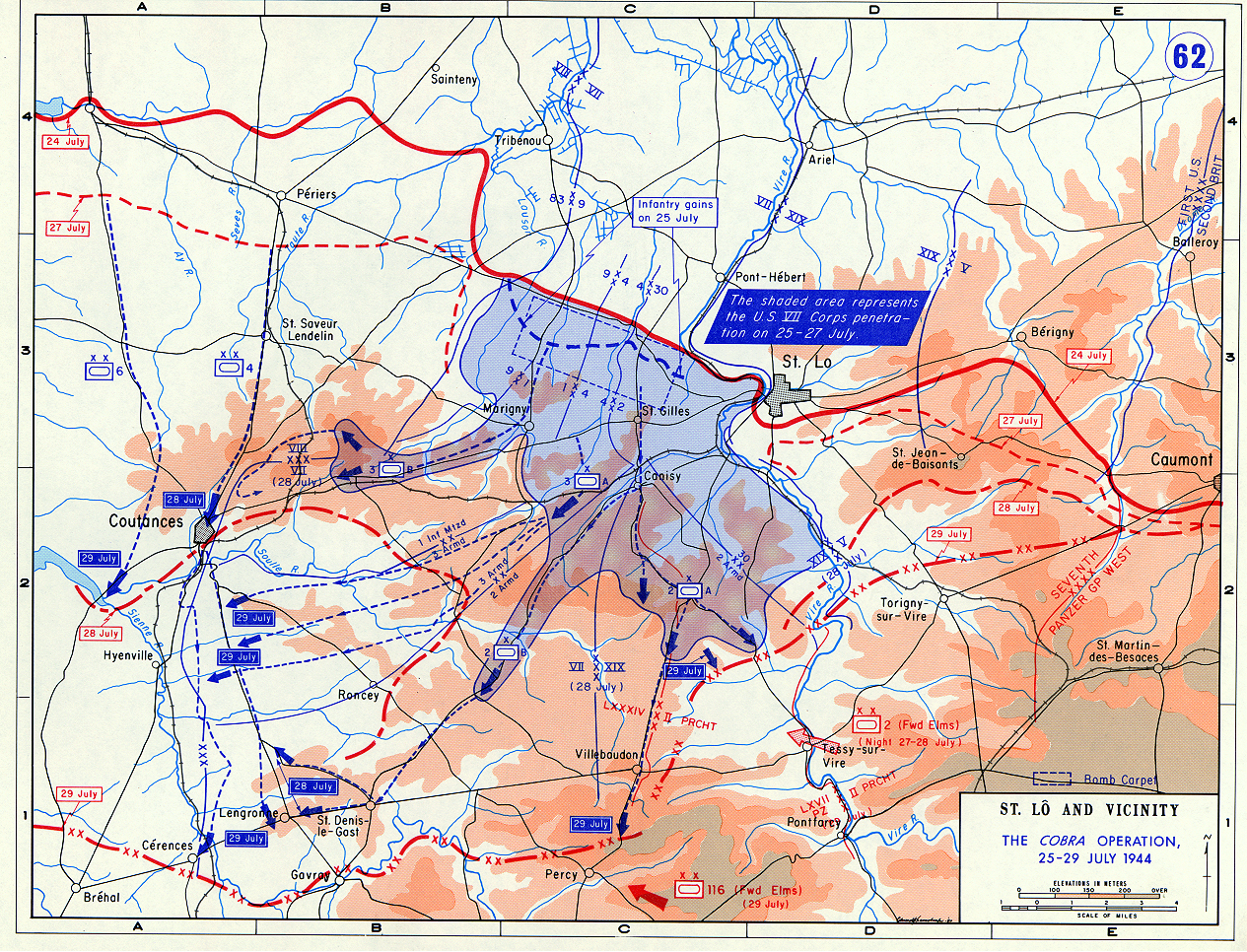
Operació Cobra, 25-29 de juliol de 1944

Després que s'ajornés un dia, Cobra es va posar en marxa a les 09:38 el 25 de juliol, quan al voltant de 600 caces bombarders aliats van atacar forts i posicions d'artilleria enemiga al llarg d'un 270 m (300 iardes) d'ample de tira de terra situada a l'àrea de Saint-Lô. Durant la següent hora, 1.800 bombarders pesants de la Vuitena Força Aèria dels Estats Units van saturar una àrea de 5,5 km × 2,0 km a la carretera Saint-Lô–Periers, succeït per un tercera i última onada de bombarders mitjans. Aproximadament 3.000 avions nord-americans havien fet un bombardeig en estora d'una estreta secció del front, amb la divisió Panzer-Lehr assumint el pes de l'atac. No obstant això, una vegada més no totes les baixes van ser alemanyes; Bradley havia sol·licitat específicament que els bombarders s'acostessin a l'objectiu des de l'est, fora del sol i paral·lel a la carretera Saint-Lô–Periers, per tal de minimitzar el risc de pèrdues amigues, però la majoria dels aviadors van entrar del nord, perpendicular a la línia del front. Bradley, però, aparentment havia entès malament les explicacions dels comandants de bombarders pesats que un enfocament paral·lel era impossible a causa de les restriccions de temps i espai que Bradley havia establert. A més, un enfocament paral·lel no hauria assegurat en cap cas que totes les bombes caiguessin darrere de les línies alemanyes a causa d'errors de desviació o punts de punteria ocults a causa de la pols i el fum. Malgrat els esforços realitzats per les unitats nord-americanes per identificar les seves posicions, un bombardeig imprecís de la Vuitena Força Aèria va matar 111 homes i va ferir 490. Entre els morts es trobava l'amic de Bradley i company de West Point, el tinent general Lesley McNair, el soldat nord-americà de més rang que va ser mort en acció al Teatre Europeu d'Operacions.
A les 11:00, la infanteria va començar a avançar, avançant de cràter en cràter més enllà del que havia estat la línia avançada alemanya. Tot i que es no preveia cap oposició seriosa, les restes de la Panzer Lehr de Fritz Bayerlein -consistint aproximadament de 2.200 homes i 45 vehicles blindats— s'havien reagrupat i es van preparar per a complir amb les tropes nord-americanes que avançaven, i per a l'oest de Panzer Lehr, la 5a divisió paracaigudista alemanya havia escapat del bombardeig gairebé intacte. El VII Cos de Collins es va desanimar molt per trobar-se amb ferotge foc d'artilleria enemic, que esperaven haver estat suprimit pel bombardeig. Diverses unitats nord-americanes es van trobar enredades en lluites contra punts forts que tenien un grapat de tancs alemanys, que donaven suport a la infanteria i canons de 88 mm— el VI Cos només va guanyar 2.000 m durant la resta del dia. No obstant això, encara que els resultats del primer dia haguessin estat decebedors, el general Collins va trobar motius d'ànim; tot i que els alemanys mantenien aferrissadament les seves posicions, aquestes no semblaven formar una línia contínua i eren susceptibles de ser superades pel flanc o ignorades. Fins i tot amb una advertència prèvia de l'ofensiva nord-americana, les accions britàniques i canadencs al voltant de Caen havien convençut els alemanys que l'amenaça real hi havia, i van lligar les seves forces disponibles fins a tal punt que una successió de posicions defensives meticulosament preparades en profunditat, tal com es va trobar durant Goodwood i Atlantic, no es van crear per fer front a Cobra.

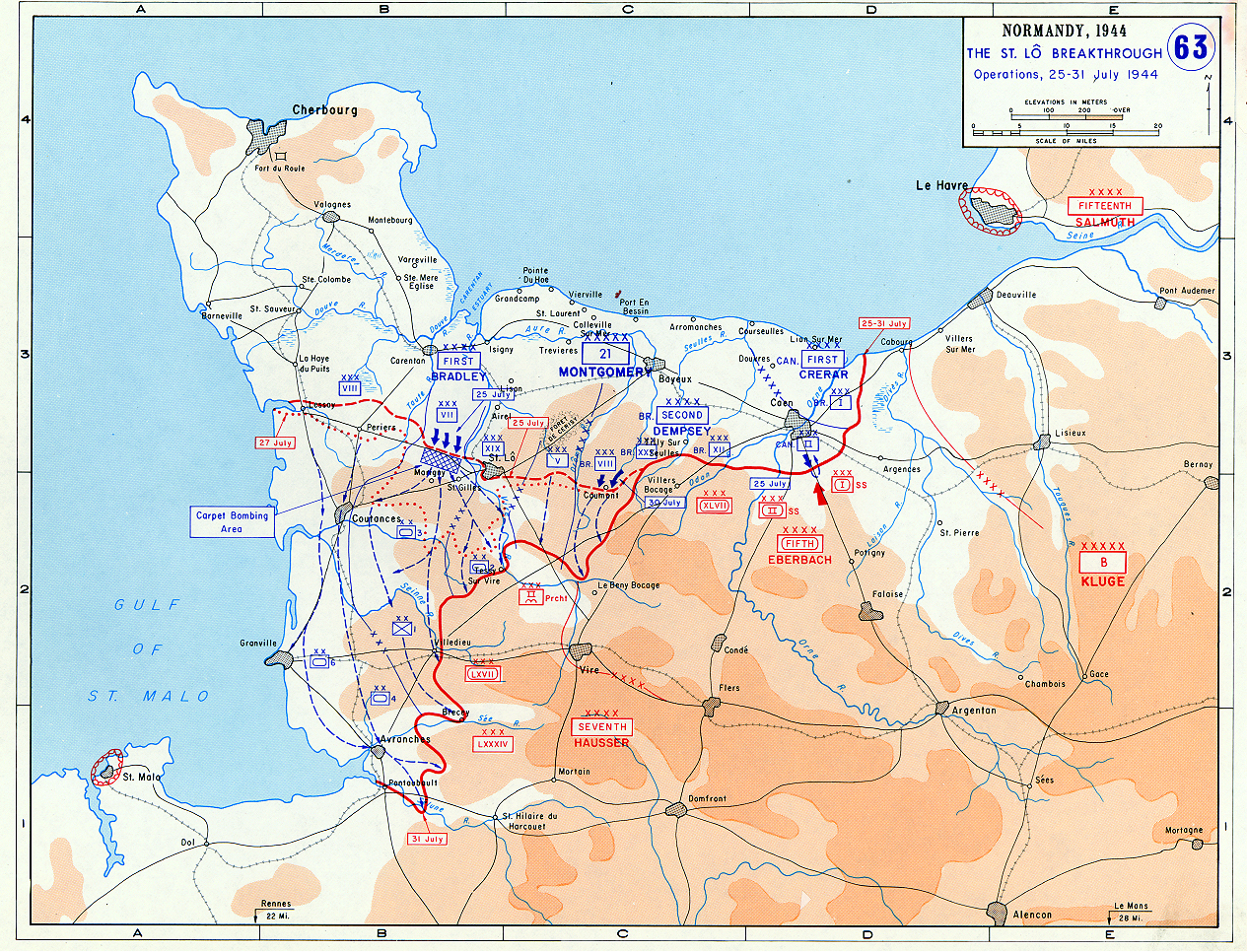
L'avenç de St. Lô, del 25 al 31 de juliol

El matí del 26 de juliol, la 2a Divisió Blindada dels Estats Units i la 1a Divisió d'Infanteria es van unir a l'atac tal com estava previst, assolint un dels primers objectius de Cobra: un nus de carretera al nord de Le Mesnil-Herman, l'endemà. També el 26 de juliol, el VIII Cos (Major General Troy H. Middleton) va entrar a la batalla, liderat per les divisions d'infanteria 8a i la 90a Tot i els camins clars d'avanç a través de les inundacions i pantans a través del seu front, ambdues divisions van decebre inicialment el Primer Exèrcit en no aconseguir guanyar un terreny significatiu però la primera llum del matí següent va revelar que els alemanys havien estat obligats a retirar-se pel seu flanc esquerre enfonsat, deixant només immensos camps de mines per endarrerir el VIII Cos. A migdia del 27 de juliol, la 9a Divisió d'Infanteria també estava neta de qualsevol resistència alemanya organitzada i avançava ràpidament.

### Trencament i avenç del 28 al 30 de juliol
El 28 de juliol, les defenses alemanyes del front nord-americà havien col·lapsat en gran part sota el pes total de l'avanç del VII i VIII Cos i la resistència estava desorganitzada i era irregular. La 4a Divisió Blindada (VIII Cos), que va començar el combat per primera vegada, va capturar Coutances però es va trobar amb una dura oposició a l'est de la ciutat i les unitats nord-americanes que van penetrar a la profunditat de les posicions alemanyes van ser contraatacades per elements de la 2a Divisió Panzer SS, la 17a Divisió SS Panzergrenadier i la 353a Divisió d'Infanteria, que busquen escapar de la captura. Al voltant de Roncey, els P-47 Thunderbolts del 405è Grup de Caces van destruir una columna alemanya de 122 tancs, 259 vehicles més i 11 peces d'artilleria. Un atac de Typhoons britànics a prop de La Baleine va destruir 9 tancs, 8 vehicles blindats més i 20 vehicles més. Es va llançar un contraatac contra la Segona Divisió Blindada dels Estats Units per part de restes alemanyes, però això va ser un desastre i els alemanys van abandonar els seus vehicles i van fugir a peu. Dues columnes de la 2a Divisió SS Panzer van ser atacades per la 2a Divisió Blindada dels EUA. Una columna al voltant de La Chapelle va ser bombardejada a distància per l'artilleria de la 2a Divisió Blindada. En dues hores, l'artilleria nord-americana va disparar més de 700 projectils a la columna. Els alemanys van patir la pèrdua de 50 morts, 60 ferits i 197 presos. Les pèrdues materials van ser més de 260 vehicles de combat alemanys destruïts. Més enllà de la ciutat, altres 1.150 soldats alemanys van morir i els alemanys van perdre 96 vehicles blindats de combat i camions. La 2a Divisió Blindada dels EUA va destruir 64 tancs alemanys i 538 altres vehicles de combat alemanys durant l'Operació Cobra. La 2a Divisió Blindada dels Estats Units va patir 49 pèrdues de tancs durant el procés. La 2a divisió blindada també va causar més de 7.370 baixes als alemanys mentre patia 914 baixes. Al començament de l'Operació Cobra, la divisió alemanya Panzer Lehr tenia només 2.200 efectius de combat, 12 Panzer IV i 16 Panthers aptes per a l'acció i 30 tancs en diversos estats de reparació darrere de les línies. La Panzer Lehr estava en el camí del bombardeig aliat que consistia en 1.500 bombarders. La divisió va patir unes 1.000 baixes durant aquest bombardeig. Un Bayerlein esgotat i desmoralitzat va informar que la seva Divisió Panzer Lehr havia estat "finalment aniquilada", amb els seus blindats esborrats, el seu personal, ja sigui baixes o desaparegudes i tots els registres del quarter general perduts.

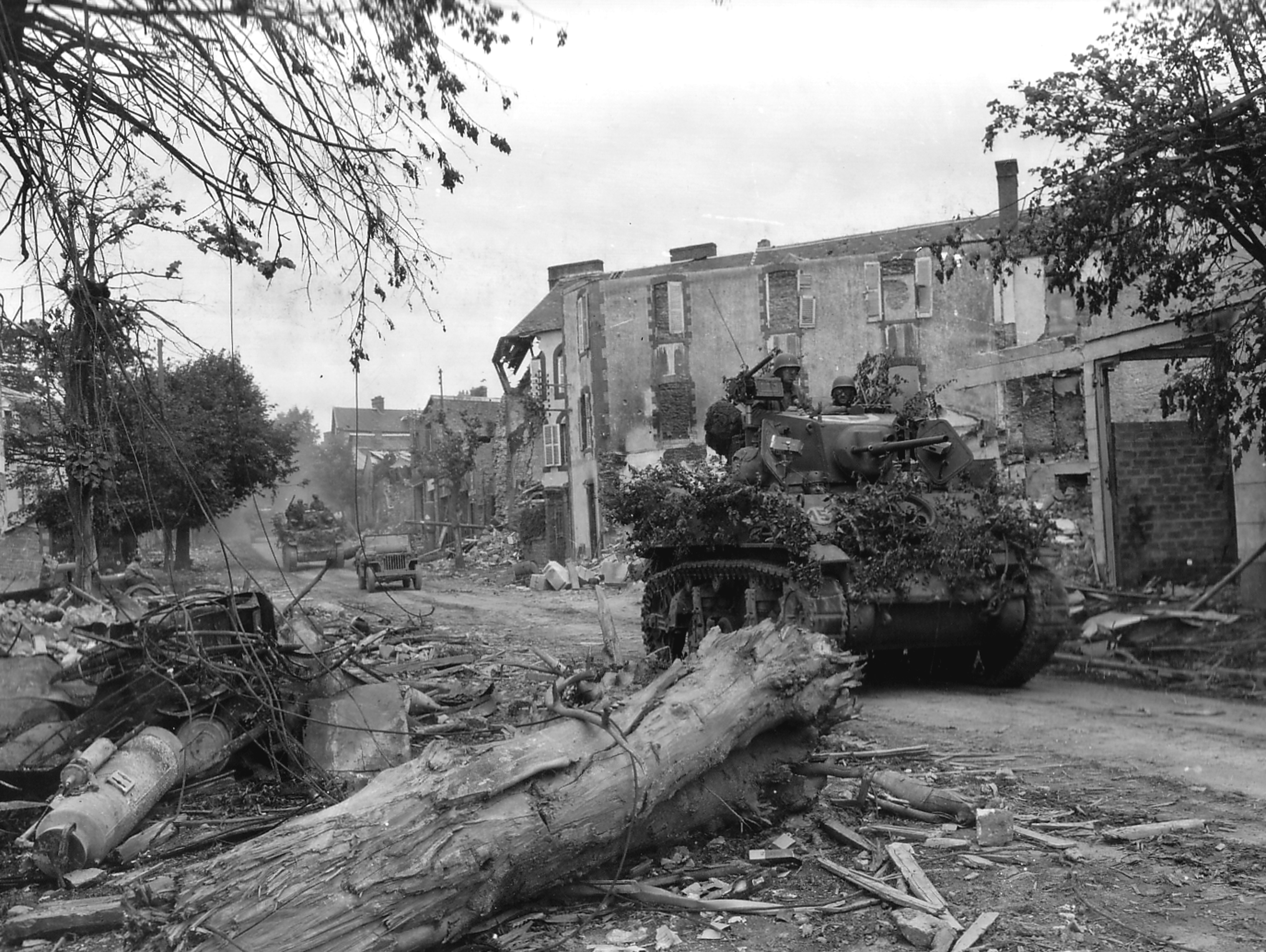
Tanc M5A1 Stuart de la 4a Divisió Blindada (VIII Cos) a Coutances

El mariscal de camp Günther von Kluge, Oberbefehlshaber West (comandant de les forces alemanyes del front occidental) —estava reunint reforços i elements de la 2a Divisió Panzer i la 116a Divisió Panzer s'acostaven al camp de batalla. El XIX Cos dels Estats Units (Major General Charles H. Corlett) va entrar a la batalla el 28 de juliol a l'esquerra del VII Cos i entre el 28 i el 31 de juliol es va veure embolicat amb aquests reforços en els combats més ferotges des que va començar Cobra. Durant la nit del 29 al 30 de juliol a prop de Saint-Denis-le-Gast, a l'est de Coutances, elements de la 2a Divisió Blindada es van trobar lluitant per la seva vida contra una columna alemanya de la 2a Divisió SS Panzer i la 17a Divisió SS Panzergrenadier, que passaven per les línies dels Estats Units a les fosques. Other Altres elements de la 2a Divisió Blindada van ser atacats prop de Cambry i van lluitar durant sis hores; Bradley i els seus comandants sabien que dominaven el camp de batalla i que aquests atacs desesperats no eren una amenaça per a la posició dels Estats Units. Quan se li va ordenar concentrar la seva divisió, el coronel Heinz Günther Guderian, l'oficial superior de l'estat major de la 116a Divisió Panzer, va quedar frustrat per l'alt nivell d'activitat dels bombarders de caça aliats. Sense rebre el suport directe de la 2a Divisió Panzer tal com es va prometre, Guderian va declarar que els seus panzergrenadiers no podrien tenir èxit en un contraatac contra els nord-americans. Avançant cap al sud al llarg de la costa, més tard aquell mateix dia, el VIII Cos dels Estats Units es va apoderar de la ciutat d'Avranches — descrita per l'historiador Andrew Williams com "la porta d'entrada a Bretanya i el sud de Normandia"—i el 31 de juliol del XIX Cos havia llançat enrere els darrers contraatacs alemanys després de ferotges combats, causant greus pèrdues en homes i tancs. L'avanç dels Estats Units era ara implacable, i el Primer Exèrcit va quedar finalment lliure del bocage.

### Operació Bluecoat, 30 de juliol - 7 d'agost
El 30 de juliol, per protegir el flanc de Cobra i evitar la desvinculació i el trasllat de noves forces alemanyes, el VIII Cos i el XXX Cos del Segon Exèrcit van iniciar l'operació Bluecoat cap al sud des de Caumont cap a Vire i Mont Pinçon. Bluecoat va mantenir fixades les unitats blindades alemanyes al front oriental britànic i va continuar desgastant la força de les formacions blindades alemanyes a la zona. L'avenç al centre del front aliat va sorprendre els alemanys, quan es van distreure amb els atacs aliats als dos extrems del cap de pont de Normandia. En el moment de l'esclat dels Estats Units a Avranches, hi havia poca o cap força de reserva per a l'Unternehmen Lüttich, que havia estat derrotat el 12 d'agost, deixant al 7è Exèrcit sense més remei que retirar-se ràpidament a l'est del riu Orne, amb una rereguarda de la resta d'unitats blindades i motoritzades, per permetre que la infanteria supervivent arribés al Sena. Després de la primera etapa de la retirada més enllà de l'Orne, la maniobra es va esfondrar per falta de combustible, atacs aeris aliats i la pressió constant dels exèrcits aliats, que va culminar amb el tancament de les forces alemanyes a la bossa de Falaise.

## Conseqüències
L'1 d'agost al migdia, es va activar el Tercer Exèrcit dels Estats Units sota el comandament del tinent general George S. Patton. El tinent general Courtney Hodges va assumir el comandament del Primer Exèrcit i Bradley va ser ascendit al comandament general d'ambdós exèrcits, anomenat 12è Grup d'Exèrcits dels Estats Units. Patton va escriure un poema que contenia les paraules,

| So let us do real fighting, boring in and gouging, biting. Let's take a chance now that we have the ball. Let's forget those fine firm bases in the dreary shell raked spaces, Let's shoot the works and win! Yes, win it all! | Posem-nos, doncs, a lluitar de debò, a barrinar i foradar, mosseguem. Arrisquem-nos ara que tenim la pilota. Oblidem aquelles bases ben fermes en els tristos espais rasclats pels projectils, Donem-ho tot i guanyem! Sí, guanyem-ho tot![100] |

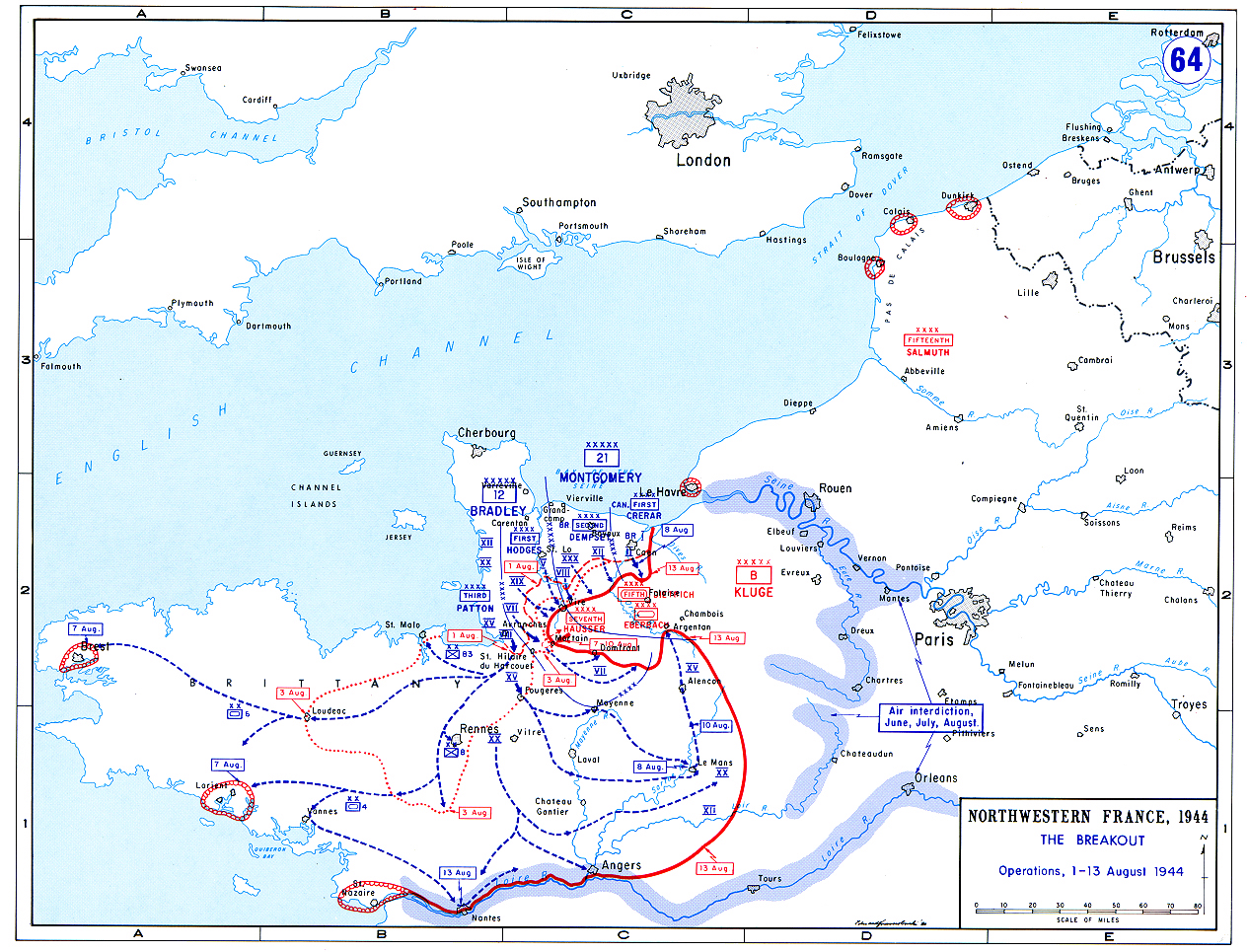
Mapa que mostra l'escapament des del cap de platja de Normandia

L'avanç dels Estats Units després de Cobra va ser extraordinàriament ràpid. Entre l'1 i el 4 d' agost, set divisions del Tercer Exèrcit de Patton havien escombrat Avranches i passaven pel pont de Pontaubault fins a la Bretanya. El Westheer (exèrcit alemany a l'oest) havia estat reduït a un estat tan pobre per les ofensives aliades que, sense possibilitat de reforç després de l'operació Bagration, l'ofensiva estiuenca soviètica contra el Grup d'Exèrcits Centre, molt pocs alemanys creia que ara podrien evitar la derrota. En lloc d'ordenar a les seves forces restants retirar-se fins al Sena, Adolf Hitler va enviar una directiva a von Kluge exigint "un contraatac immediat entre Mortain i Avranches" (Unternehmen Lüttich) per "aniquilar" l'enemic i establir contacte amb la costa oest de la península de Cotentin. Vuit de les nou divisions Panzer de Normandia havien d'utilitzar-se en l'atac, però només quatre (una d'elles incompleta) es podrien alliberar de les seves tasques defensives i reunir-les a temps. Els comandants alemanys van protestar immediatament per tal que aquesta operació fos impossible tenint en compte els seus recursos restants, però aquestes objeccions van ser anul·lades i la contraofensiva va començar el 7 d' agost al voltant de Mortain. La 2a, 1a SS i 2a SS Panzer van liderar l'assalt, tot i que només amb 75 Panzer IV, 70 Panthers i 32 canons autopropulsats. Desesperadament optimista, l'ofensiva es va acabar en 24 hores, tot i que els combats van continuar fins al 13 d'agost.
El 8 d'agost, la ciutat de Le Mans —l'antic quarter general del 7. Armee — havia caigut en mans dels nord-americans. Amb les poques formacions dignes de batalla de von Kluge destruïdes pel Primer Exèrcit, els comandants aliats es van adonar que tota la posició alemanya a Normandia estava col·lapsant. Bradley va declarar:
| « | Aquesta és una oportunitat que arriba al comandant no més d'una vegada al segle. Estem a punt de destruir tot un exèrcit hostil i anar fins aquí a la frontera alemanya. | » |

El 14 d'agost, conjuntament amb els moviments nord-americans cap a Chambois, les forces canadences van llançar l'operació Tractable; la intenció aliada era atrapar i destruir el 7è Exèrcit alemany i el 5è Exèrcit Panzer prop de la ciutat de Falaise. Cinc dies després, els dos braços del cercle estaven gairebé complerts; l'avançada 90a divisió d'infanteria dels Estats Units havia entrat en contacte amb la 1a divisió blindada polonesa i les primeres unitats aliades van creuar el Sena a Mantes Gassicourt, mentre que les unitats alemanyes fugien cap a l'est per qualsevol mitjà que poguessin trobar. El 22 d'agost, la bossa de Falaise — que els alemanys havien estat lluitant desesperadament per mantenir-se oberts per deixar escapar les seves forces atrapades— va ser finalment segellada, posant fi a la batalla de Normandia amb una important victòria aliada. Totes les forces alemanyes a l'oest de les línies aliades eren ara mortes o en captivitat i, encara que potser 100.000 tropes alemanyes van escapar van deixar enrere 40.000-50.000 presoners i més de 10.000 morts. Un total de 344 tancs i canons autopropulsats, 2.447 vehicles de pell tova i 252 peces d'artilleria van ser trobats abandonats o destruïts al sector nord de la bossa. Els aliats van poder avançar lliurement per territori indefens i el 25 d'agost els quatre exèrcits aliats (Primer canadenc, Segon britànic, Primer i Tercer nord-americans) implicats en la campanya de Normandia es trobaven al riu Sena.